# Natalia Castrén
Natalia Castrén, född 24 december 1830, död 22 november 1881, var en finländsk kulturpersonlighet. Hon tillhörde kretsen kring Johan Ludvig Runeberg och anses spela en viktig roll inom dåtida finländskt kulturliv.